# Shine (banque)
Shine est un établissement de paiement français. Cette entreprise de services financiers aux entreprises a été lancée en 2017 avant son rachat en 2020 par la Société générale puis en 2024 par le danois Ageras. Shine opère sans agence bancaire physique et permet un fonctionnement totalement dématérialisé. Les clients ouvrent leur compte en ligne et le gèrent directement depuis leur smartphone.
Les fonds confiés par les clients sont directement gérés et garantis par la Société générale.

## Historique
Après le succès d'une première collaboration avec Printic, acquis par M6 en 2014, Nicolas Reboud et Raphaël Simon s'associent en janvier 2017 pour créer une solution réduisant la charge administrative des indépendants, qu'ils ont eux-mêmes vécue.
En juillet 2017, la start-up lève 2,8 millions d'euros pour lancer le développement technique et ouvrir ses services dans les mois à venir. Shine offre aux indépendants des services bancaires, un outil de calcul de charges fiscales et un outil de facturation. Shine est alors agent de Treezor, qui propose des services bancaires en marque blanche.
En février 2018, le lancement est officialisé avec une offre pour les indépendants totalement gratuite. Shine se développe notamment grâce à des partenariats, par exemple avec Deliveroo.
En septembre 2018, Shine lève 8 millions pour accélerer sa croissance.
En 2019, l'offre de Shine devient payante et s'enrichit. Des services premium d'assurance et d'assistance pour les indépendants sont proposés. Il est également désormais possible d'être accompagné par Shine pour ouvrir son entreprise. Shine développe ses partenariats pour proposer de nouveaux services, par exemple d'encaissement par carte bancaire.
En juin 2020, Shine annonce son rachat par la Société générale,. Ce rachat offre à Shine des moyens supplémentaires pour opérer et ouvrir la voie à de nouveaux services comme le dépôt de chèques.
En septembre 2021, Shine obtient ainsi son agrément d'établissement de paiement auprès de l'Autorité de contrôle prudentiel et de résolution (ACPR).
En 2022, Shine étoffe ses services grâce à son nouvel agrément et ajoute la possibilité de déposer des espèces auprès de buralistes en partenariat avec Brink's,. Près d'1,5 million d'euros ont ainsi été déposés par 3000 clients en 6 mois.
En mars 2024, les deux fondateurs Nicolas Reboud et Raphaël Simon quittent Shine. Ils sont remplacés par Jean-Baptiste Sciandra et Fanta Dutëis qui étaient alors respectivement directeur marketing et directrice financière.
En juin 2024, la Société générale met en vente sa filiale dans le cadre de sa réorganisation pour augmenter sa rentabilité dans les années à venir pour redresser le cours de la société sur les marchés boursiers. C'est la fintech danoise Ageras spécialisé dans les logiciels de comptabilité et de gestion administrative pour les PME qui annonce son intention de racheter la société.

## Engagement RSE
Lors de la création de Shine, les fondateurs ont souhaité « créer une banque qui protège et accompagne les indépendants, tout en construisant une entreprise responsable, tant sur l'aspect social que sur l'aspect environnemental ».
En 2019, Shine permet à ses salariés d'exercer une autre activité professionnelle ou bénévole, à hauteur d'une journée par mois. En parallèle, aux côtés de 105 entreprises, Shine s'engage pour allonger la durée du congé du second parent à la suite de la naissance d'un enfant.
Un département dédié à la transition écologique est également créé pour inclure l'impact environnemental dans les décisions de la société. L'entreprise réalise alors son bilan carbone chaque année et partage ses outils aux entreprises pour faciliter la prise de conscience de son impact environnemental.
En 2021, Shine lance l'initiative du Climate Act aux côtés de 100 entreprises. Les co-signataires de la tribune s'engagent alors à réaliser un bilan carbone annuel et à prendre les actions adéquates pour réduire son impact environnemental. L'année suivante, plus de 300 entreprises ont pris le pas et rejoignent ce collectif.